# Obereopsis flava
Obereopsis flava là một loài bọ cánh cứng trong họ Cerambycidae.